# Lagynis
Lagynis es un género de foraminífero bentónico de la familia Lagynidae, del suborden Allogromiina y del orden Allogromiida. Su especie tipo es Lagynis baltica. Su rango cronoestratigráfico abarca el Holoceno.

## Clasificación
Lagynis incluye a las siguientes especies:
- Lagynis baltica
- Lagynis parva
- Lagynis pontica